# Morelotia
Morelotia  Gaudich.  é um género botânico pertencente à família Cyperaceae.

## Espécies
- Morelotia affinis
- Morelotia gahniaeformis